# تصفيات بطولة أمم أوروبا 2008 المجموعة د
ترتيب ونتائج المجموعة د من منافسات تصفيات بطولة أمم أوروبا 2008.

## الترتيب
| م | الفريق          | لعب | ف | ت | خ  | أ.له | أ.ع | أ.ف | نقاط | التأهل                    |     |      |     |     |     |     |     |     |
| - | --------------- | --- | - | - | -- | ---- | --- | --- | ---- | ------------------------- | --- | ---- | --- | --- | --- | --- | --- | --- |
| 1 | جمهورية التشيك  | 12  | 9 | 2 | 1  | 27   | 5   | +22 | 29   | تأهل إلى البطولة النهائية |     | —    | 1–2 | 1–0 | 3–1 | 2–1 | 1–0 | 7–0 |
| 2 | ألمانيا         | 12  | 8 | 3 | 1  | 35   | 7   | +28 | 27   | تأهل إلى البطولة النهائية |     | 0–3  | —   | 1–0 | 2–1 | 0–0 | 4–0 | 6–0 |
| 3 | جمهورية أيرلندا | 12  | 4 | 5 | 3  | 17   | 14  | +3  | 17   |                           |     | 1–1  | 0–0 | —   | 1–0 | 1–0 | 1–1 | 5–0 |
| 4 | سلوفاكيا        | 12  | 5 | 1 | 6  | 33   | 23  | +10 | 16   |                           | 0–3 | 1–4  | 2–2 | —   | 2–5 | 6–1 | 7–0 |     |
| 5 | ويلز            | 12  | 4 | 3 | 5  | 18   | 19  | −1  | 15   |                           | 0–0 | 0–2  | 2–2 | 1–5 | —   | 3–1 | 3–0 |     |
| 6 | قبرص            | 12  | 4 | 2 | 6  | 17   | 24  | −7  | 14   |                           | 0–2 | 1–1  | 5–2 | 1–3 | 3–1 | —   | 3–0 |     |
| 7 | سان مارينو      | 12  | 0 | 0 | 12 | 2    | 57  | −55 | 0    |                           | 0–3 | 0–13 | 1–2 | 0–5 | 1–2 | 0–1 | —   |     |

ملاحظات حول المنتخبات المتأهلة:
- ألمانيا أول منتخب تأهل رسمياً في 13 أكتوبر 2007 بعد تعادله سلباً مع جمهورية أيرلندا.[1]
- جمهورية التشيك ثالث منتخب تأهل رسمياً في 17 أكتوبر 2007 بعد فوزه على ألمانيا 3–0.

## المباريات
جرى التفاوض بشأن جدول مباريات المجموعة د في اجتماع عقد بين أعضاءها بفرانكفورت، ألمانيا يوم 9 فبراير 2006.
| جمهورية التشيك        | 2–1   | ويلز                      |
| --------------------- | ----- | ------------------------- |
| دافيد لافاتا 76'، 89' | تقرير | مارتين ييرانيك 85' (ه.ذ.) |

| سلوفاكيا                                                                             | 6–1   | قبرص               |
| ------------------------------------------------------------------------------------ | ----- | ------------------ |
| مارتين شكرتيل 9' · ماريك مينتال 33'، 55' · فيليب شيبو 43'، 48' · ميروسلاف كارهان 52' | تقرير | ياسوميس ياسومي 90' |

| ألمانيا            | 1–0   | جمهورية أيرلندا |
| ------------------ | ----- | --------------- |
| لوكاس بودولسكي 57' | تقرير |                 |

| سلوفاكيا | 0–3   | جمهورية التشيك                       |
| -------- | ----- | ------------------------------------ |
|          | تقرير | ليبور سيونكو 10'، 21' · يان كولر 57' |

| سان مارينو | 0–13  | ألمانيا |
| ---------- | ----- | --- |
|            | تقرير | لوكاس بودولسكي 12'، 43'، 64'، 73' · باستيان شفاينشتايغر 29'، 47' · ميروسلاف كلوزه 30'، 45+1' · ميشائل بالاك 35' · توماس هيتزلسبيرغر 66'، 72' · مانويل فريدريش 87' · بيرند شنايدر 90' (ركلة.) |

| ويلز          | 1–5   | سلوفاكيا                                                                         |
| ------------- | ----- | -------------------------------------------------------------------------------- |
| غاريث بيل 37' | تقرير | دوشان شفينتو 14' · ماريك مينتال 32'، 38' · ميروسلاف كارهان 51' · روبرت فيتيك 59' |

| جمهورية التشيك                                                                                  | 7–0   | سان مارينو |
| ----------------------------------------------------------------------------------------------- | ----- | ---------- |
| ماريك كوليتش 15' · يان بولاك 22' · ميلان باروش 32'، 68' · يان كولر 42'، 52' · دافيد ياروليم 49' | تقرير |            |

| قبرص                                                                                                | 5–2   | جمهورية أيرلندا                   |
| --------------------------------------------------------------------------------------------------- | ----- | --------------------------------- |
| ميخاليس كونستانتينو 10'، 50' (ركلة.) · ألكساندروس غاربوزيس 16' · كونستانتينوس كارالامبيديس 60'، 75' | تقرير | ستيفن آيرلند 8' · ريتشارد دان 44' |

| جمهورية أيرلندا | 1–1   | جمهورية التشيك |
| --------------- | ----- | -------------- |
| كيفن كيلبان 62' | تقرير | يان كولر 64'   |

| سلوفاكيا            | 1–4   | ألمانيا                                                              |
| ------------------- | ----- | -------------------------------------------------------------------- |
| ستانيسلاف فارغا 58' | تقرير | لوكاس بودولسكي 13'، 72' · ميشائل بالاك 25' · باستيان شفاينشتايغر 36' |

| ويلز                                                  | 3–1   | قبرص              |
| ----------------------------------------------------- | ----- | ----------------- |
| جيسون كوماس 33' · روبرت إيرنشاو 39' · كريغ بيلامي 72' | تقرير | إيوانيس أوكاس 83' |

| قبرص              | 1–1   | ألمانيا          |
| ----------------- | ----- | ---------------- |
| إيوانيس أوكاس 43' | تقرير | ميشائل بالاك 16' |

| جمهورية أيرلندا                                              | 5–0   | سان مارينو |
| ------------------------------------------------------------ | ----- | ---------- |
| أندي ريد 7' · كيفن دويل 24' · روبي كين 31'، 58' (ركلة.)، 85' | تقرير |            |

| سان مارينو        | 1–2   | جمهورية أيرلندا            |
| ----------------- | ----- | -------------------------- |
| مانويل ماراني 86' | تقرير | كيلبان 49' · Ireland 90+4' |

| جمهورية أيرلندا  | 1–0   | ويلز |
| ---------------- | ----- | ---- |
| ستيفن آيرلند 39' | تقرير |      |

| قبرص                    | 1–3   | سلوفاكيا                                                |
| ----------------------- | ----- | ------------------------------------------------------- |
| إفستاتيوس ألونيفتيس 45' | تقرير | روبرت فيتيك 54' · مارتين شكرتيل 67' · مارتن ياكوبكو 77' |

| جمهورية التشيك  | 1–2   | ألمانيا              |
| --------------- | ----- | -------------------- |
| ميلان باروش 77' | تقرير | كيفن كوراني 42'، 62' |

| جمهورية التشيك      | 1–0   | قبرص |
| ------------------- | ----- | ---- |
| رادوسلاف كوفاتش 22' | تقرير |      |

| جمهورية أيرلندا | 1–0   | سلوفاكيا |
| --------------- | ----- | -------- |
| كيفن دويل 13'   | تقرير |          |

| ويلز                                                   | 3–0   | سان مارينو |
| ------------------------------------------------------ | ----- | ---------- |
| ريان غيغز 3' · غاريث بيل 20' · جيسون كوماس 63' (ركلة.) | تقرير |            |

| ويلز | 0–0   | جمهورية التشيك |
| ---- | ----- | -------------- |
|      | تقرير |                |

| ألمانيا                                                                                                   | 6–0   | سان مارينو |
| --- | ----- | ---------- |
| كيفن كوراني 45' · مارسيل يانسن 52' · تورشتن فرينغس 56' (ركلة.) · ماريو غوميز 63'، 65' · كليمينز فريتز 67' | تقرير |            |

| ألمانيا                                        | 2–1   | سلوفاكيا                   |
| ---------------------------------------------- | ----- | -------------------------- |
| يان دوريتسا 10' (ه.ذ.) · توماس هيتزلسبيرغر 43' | تقرير | كريستوف ميتسلدر 20' (ه.ذ.) |

| سان مارينو | 0–1   | قبرص              |
| ---------- | ----- | ----------------- |
|            | تقرير | إيوانيس أوكاس 54' |

| سان مارينو | 0–3   | جمهورية التشيك                                              |
| ---------- | ----- | ----------------------------------------------------------- |
|            | تقرير | توماش روسيتسكي 33' · ماريك يانكولوفسكي 75' · يان كولر 90+3' |

| سلوفاكيا                            | 2–2   | جمهورية أيرلندا                 |
| ----------------------------------- | ----- | ------------------------------- |
| ماروش كليمبل 37' · ماريك تشيك 90+1' | تقرير | ستيفن آيرلند 7' · كيفن دويل 57' |

| ويلز | 0–2   | ألمانيا                |
| ---- | ----- | ---------------------- |
|      | تقرير | ميروسلاف كلوزه 5'، 60' |

| سلوفاكيا              | 2–5   | ويلز                                                                                |
| --------------------- | ----- | ----------------------------------------------------------------------------------- |
| ماريك مينتال 12'، 57' | تقرير | فريدي إيستوود 22' · كريغ بيلامي 34'، 41' · يان دوريتسا 78' (ه.ذ.) · سيمون ديفيز 90' |

| قبرص                                                       | 3–0   | سان مارينو |
| ---------------------------------------------------------- | ----- | ---------- |
| كونستانتينوس ماكريديس 15' · إفستاتيوس ألونيفتيس 41'، 90+2' | تقرير |            |

| جمهورية التشيك        | 1–0   | جمهورية أيرلندا |
| --------------------- | ----- | --------------- |
| ماريك يانكولوفسكي 15' | تقرير |                 |

| سلوفاكيا | 7–0   | سان مارينو |
| --- | ----- | ---------- |
| ماريك هامشيك 24' · ستانيسلاف شيستاك 32'، 57' · ماريك سابارا 37' · مارتين شكرتيل 51' · فيليب هولوشكو 54' · يان دوريتسا 76' (ركلة.) | تقرير |            |

| قبرص                                                   | 3–1   | ويلز            |
| ------------------------------------------------------ | ----- | --------------- |
| إيوانيس أوكاس 59'، 68' · كونستانتينوس كارالامبيديس 79' | تقرير | جيمس كولينز 21' |

| جمهورية أيرلندا | 0–0   | ألمانيا |
| --------------- | ----- | ------- |
|                 | تقرير |         |

| سان مارينو     | 1–2   | ويلز                             |
| -------------- | ----- | -------------------------------- |
| أندي سيلفا 73' | تقرير | روبرت إيرنشاو 13' · جو ليدلي 36' |

| جمهورية أيرلندا  | 1–1   | قبرص                  |
| ---------------- | ----- | --------------------- |
| ستيف فينان 90+2' | تقرير | ستيليوس أوكاريديس 80' |

| ألمانيا | 0–3   | جمهورية التشيك                                              |
| ------- | ----- | ----------------------------------------------------------- |
|         | تقرير | ليبور سيونكو 2' · ماريك ماتيوفسكي 23' · ياروسلاف بلاشيل 63' |

| ويلز                         | 2–2   | جمهورية أيرلندا              |
| ---------------------------- | ----- | ---------------------------- |
| جيسون كوماس 23'، 89' (ركلة.) | تقرير | روبي كين 31' · كيفن دويل 60' |

| ألمانيا                                                                            | 4–0   | قبرص |
| ---------------------------------------------------------------------------------- | ----- | ---- |
| كليمينز فريتز 2' · ميروسلاف كلوزه 20' · لوكاس بودولسكي 53' · توماس هيتزلسبيرغر 82' | تقرير |      |

| جمهورية التشيك                                             | 3–1   | سلوفاكيا                 |
| ---------------------------------------------------------- | ----- | ------------------------ |
| زدينيك غريغيرا 13' · ماريك كوليتش 76' · توماش روسيتسكي 83' | تقرير | ميخال كادليتس 79' (ه.ذ.) |

| قبرص | 0–2   | جمهورية التشيك                  |
| ---- | ----- | ------------------------------- |
|      | تقرير | دانييل بوديل 11' · يان كولر 74' |

| ألمانيا | 0–0   | ويلز |
| ------- | ----- | ---- |
|         | تقرير |      |

| سان مارينو | 0–5   | سلوفاكيا                                                                         |
| ---------- | ----- | -------------------------------------------------------------------------------- |
|            | تقرير | لوبومير ميخاليك 42' · فيليب هولوشكو 51' · ماريك هامشيك 53' · ماريك تشيك 57'، 83' |

## مسجلو الأهداف
| المركز | اللاعب                    | البلد           | الأهداف |
| ------ | ------------------------- | --------------- | ------- |
| 1      | لوكاس بودولسكي            | ألمانيا         | 8       |
| 2      | يان كولر                  | جمهورية التشيك  | 6       |
| 2      | ماريك مينتال              | سلوفاكيا        | 6       |
| 4      | ميروسلاف كلوزه            | ألمانيا         | 5       |
| 4      | إيوانيس أوكاس             | قبرص            | 5       |
| 6      | كيفن دويل                 | جمهورية أيرلندا | 4       |
| 6      | توماس هيتزلسبيرغر         | ألمانيا         | 4       |
| 6      | ستيفن آيرلند              | جمهورية أيرلندا | 4       |
| 6      | روبي كين                  | جمهورية أيرلندا | 4       |
| 6      | جيسون كوماس               | ويلز            | 4       |
| 11     | إفستاتيوس ألونيفتيس       | قبرص            | 3       |
| 11     | ميشائل بالاك              | ألمانيا         | 3       |
| 11     | ميلان باروش               | جمهورية التشيك  | 3       |
| 11     | كريغ بيلامي               | ويلز            | 3       |
| 11     | ماريك تشيك                | سلوفاكيا        | 3       |
| 11     | كونستانتينوس كارالامبيديس | قبرص            | 3       |
| 11     | كيفن كوراني               | ألمانيا         | 3       |
| 11     | باستيان شفاينشتايغر       | ألمانيا         | 3       |
| 11     | ليبور سيونكو              | جمهورية التشيك  | 3       |
| 11     | مارتين شكرتيل             | سلوفاكيا        | 3       |

هدفين
- قبرص: ميخاليس كونستانتينو
- جمهورية التشيك: ماريك يانكولوفسكي، ماريك كوليتش، دافيد لافاتا، توماش روسيتسكي
- ألمانيا: كليمينز فريتز، ماريو غوميز
- جمهورية أيرلندا: كيفن كيلبان
- سلوفاكيا: ماريك هامشيك، فيليب هولوشكو، ميروسلاف كارهان، فيليب شيبو، ستانيسلاف شيستاك، روبرت فيتيك
- ويلز: غاريث بيل، روبرت إيرنشاو

هدف
- قبرص: ألكساندروس غاربوزيس، كونستانتينوس ماكريديس، ستيليوس أوكاريديس، ياسوميس ياسومي
- جمهورية التشيك: زدينيك غريغيرا، دافيد ياروليم، رادوسلاف كوفاتش، ماريك ماتيوفسكي، ياروسلاف بلاشيل، يان بولاك، دانييل بوديل
- ألمانيا: مانويل فريدريش، تورشتن فرينغس، مارسيل يانسن، بيرند شنايدر
- جمهورية أيرلندا: ريتشارد دان، ستيف فينان، أندي ريد
- سان مارينو: مانويل ماراني، أندي سيلفا
- سلوفاكيا: يان دوريتسا، مارتن ياكوبكو، ماروش كليمبل، لوبومير ميخاليك، ماريك سابارا، دوشان شفينتو، ستانيسلاف فارغا
- ويلز: جيمس كولينز، سيمون ديفيز، فريدي إيستوود، ريان غيغز، جو ليدلي

أهداف ذاتية
- جمهورية التشيك: مارتين ييرانيك (لصالح  ويلز)، ميخال كادليتس (لصالح  سلوفاكيا)
- ألمانيا: كريستوف ميتسلدر (for  سلوفاكيا)
- سلوفاكيا: يان دوريتسا (لصالح  ألمانيا و ويلز)

## روابط خارجية
- UEFA.com